# Пречи
Пречи (итал. Preci) је насеље у Италији у округу Перуђа, региону Умбрија.
Према процени из 2011. у насељу је живело 292 становника. Насеље се налази на надморској висини од 525 м.

## Становништво
Према резултатима пописа становништва 2011. у општини је живело 757 становника.
| 1931. | 1936. | 1951. | 1961. | 1971. | 1981. | 1991. | 2001. | 2011. |
| ----- | ----- | ----- | ----- | ----- | ----- | ----- | ----- | ----- |
| 3.363 | 2.934 | 2.640 | 2.171 | 1.443 | 1.123 | 1.061 | 817   | 757   |